# Patrik Ingelsten
Patrik Ingesten (n. Hillerstorp, Suecia, 25 de enero de 1982) es un futbolista sueco. Juega de delantero y actualmente milita en el Molde FK de la Tippeligaen de Noruega.

## Clubes
| Club         | País         | Año           |
| ------------ | ------------ | ------------- |
| Halmstads BK | Suecia       | 2002-2006     |
| Kalmar FF    | Suecia       | 2007-2008     |
| Heerenveen   | Países Bajos | 2009-2010     |
| Molde FK     | Noruega      | 2010-presente |